# جیمز پیکنز جونیور
 جیمز پیکنز جونیور (به انگلیسی: James Pickens, Jr.) بازیگر آمریکایی و متولد ۲۶ اکتبر ۱۹۵۴ است.
وی بیشتر به خاطر حضور در سریال آناتومی گری مشهور است. او در این سریال نقش ریچارد وبر را ایفا کرده‌است.
از دیگر فیلم‌هایی که وی در آن نقش داشته‌است می‌توان به کُره و بن‌بست اشاره کرد.